# Chetogena clunalis
Chetogena clunalis là một loài ruồi trong họ Tachinidae.